# اودا نوبوهارو (خاندان توزائمون)
اودا نوبوهارو (به ژاپنی: 織田 信張 おだ のぶはる) تولد ۱۵۲۷ مرگ در سال ۱۵۹۴ در سن ۶۸ سالگی، نام‌های دیگر (寛廉、信純、信弘) یک سامورایی در دوره سنگوکو در ولایت اُواری (امروزه استان آیچی) پدر او اودا توئوماسا صاحب قلعه اودای بود. وی رهبر خاندان توزائمون بود. خاندان توزائمون یکی از سه بوگیوی کیوسو یا سه خاندانی بود که به خاندان کیوسواودا (اودا یاماتو نو کامی) که مقام شوگودای (معاون فرمانداری) این ولایت را داشت، خدمت می‌کردند. این سه خاندان عبارت بودند از:
- دانجو نو جو (خاندان شوباتا اودا) (弾正忠家): اودا نوبوناگا رهبر این شعبه از خاندان اودا بود.
- اینابا نو کامی (因幡守家)
- توزائمون (藤左衛門家)

وی پس از قدرت گرفتن اودا نوبوناگا به خدمت وی درآمد و در سپاه وی خدمت کرد.